# エルマンガルド・ダンジュー (1146年没)
エルマンガルド・ダンジュー（Ermengarde d'Anjou, 1068/72年 - 1146年6月1日）もしくはイルムガルド（Irmgard）は、アンジュー伯フルク4世とその初婚の妻イルドガルド・ド・ボージャンシーの娘。内祖母であるブルゴーニュ公ロベール1世妃エルマンガルド＝ブランシュ・ダンジューと同名。 
生涯にわたり2回結婚し、初婚でアキテーヌ公ギヨーム9世の最初の妃となり、離婚後の再婚でブルターニュ公アラン4世の2番目の妃となった。 

## アキテーヌ公ギヨーム9世との初婚
エルマンガルドの父フルク4世は、かつてカトリック教会と対立していた実兄ジョフロワ3世ル・バルビュに謀反を起こし、ジョフロワを捕らえ、発狂するまで狭い牢獄に幽閉し、アンジュー伯位から退けさせ、自らがアンジュー伯となった経歴を持つ。  
フルク4世は生涯の中で5人の女性と結婚したが、エルマンガルドは初婚の妻イルドガルド・ド・ボージャンシーとの間に唯一産まれた娘で、第一子長女に当たる。  
エルマンガルドは2歳位の頃に母と死別している。  
「同じ木で彫った木像」と例えられる程、父フルク4世とよく似た容姿をしていたとされる一方、「整った美貌、美しい肢体、艶々と輝く美しい金髪、そして素晴らしい話術の才能」を持つ美女ともされ、若い時分は才色兼備として名高かった。 
1088年に21歳で父方の従兄に当たるアキテーヌ公ギヨーム9世と結婚した。しかし、ギヨーム9世は女性に対し多情で浮気な夫であるのに対し、エルマンガルドは嫉妬深い妻であった。 
夫の数多の女性問題により、エルマンガルドは精神を患い、感情の起伏が激しく情緒が不安定になり、夫婦喧嘩をしては教会に閉じこもり、その後またアキテーヌの城に戻って来るというエキセントリックな行動を取るようになった。 
ギヨーム9世との間には子宝に恵まれず、結局ギヨーム9世から血縁関係を理由とし、教会に婚姻の無効を訴えられて離婚した。  
離婚に終わった結婚であったが、唯一の好結果として、アンジューとアキテーヌは友好関係となり、双方の領境はより穏やかで安全な地域となった。 

## ブルターニュ公アラン4世との再婚
ギヨームとの結婚から3年後、エルマンガルドは父フルク4世の元に帰郷した。 
当時、丁度フルク4世は、ノルマンディー公に対抗すべく、ブルターニュ公国のアラン4世との縁組・同盟を望んでおり、離婚して戻ってきたエルマンガルドを再嫁させることを考えた。 
1092年に父の手配でブルターニュ公アラン4世と再婚したが、当のエルマンガルドはもう再婚はせず、修道院に入り尼僧になることを希望していたため、結果的に却下されてしまったが、再婚直後に教会にアラン4世との婚姻の無効を訴えている。 
1100年頃、エルマンガルドはロベール・ダルブリセル司教によって創設された「二重修道院」であるフォントヴロー修道院に惹かれ、尼僧となることを希望する旨を書いた手紙をロベール宛に送ったが、ロベールからの返事の手紙には僧籍に入るのを思いとどまるよう促す内容が書かれていた。 
当初は離婚を希望したものの、アラン4世との結婚生活は、1112年に夫がブルターニュ公位を退き、ルドンのサン＝ソヴール修道院の僧となるまで続いた。 
アラン4世の引退後は長男のコナン3世（1105年~1148年）がブルターニュ公を継承した。

## フォントヴロー修道院への隠棲
夫アラン4世が僧籍に入ったことにより離婚となり、エルマンガルドがフォントヴロー修道院で隠棲する障害はなくなった。
その後、念願叶い、レンヌの司教マルボダスから尼僧となる許可の手紙を受け取り、フォントヴロー修道院に入ることになった。
エルマンガルドはマルボダスから「唯一無二の最も麗しき方」と賛辞を送られた。
1114年、前夫ギヨーム9世の後妻、トゥールーズ女伯フィリッパ（トゥールーズ伯ギヨーム4世娘）もまた、ギヨーム9世が封臣シャテルロー副伯エメリー1世妃アモーベルジュこと”ダンジュルーズ”を愛妾とし、居城の敷地内に住まわせたことによりポワティエの城を去り、フォントヴロー修道院に隠棲していた。 
エルマンガルドとフィリッパは交流を重ねる内に親友となり、1118年の秋にフィリッパが亡くなった後、当にエルマンガルドとギヨーム9世が離婚してから27年もの歳月が経過していたが、ギヨーム9世に復讐するべく、ポワティエに急いで赴き、「ギヨーム9世の破門」、「エルマンガルドへのアキテーヌ公妃の称号返却」、そして「アキテーヌ公居城に住まう愛人の追放」を要求した。 
1119年10月、エルマンガルドは、ランスに滞在した際、ランス教議会に出席し、教皇カリクストゥス2世に自分の主張に対する支持を求めたが、拒否され、エルマンガルドはしばらく要求を主張し続けて騒ぎ、これにはギヨーム9世も困惑した。 
そのせいか、ギヨーム9世はエルマンガルドから逃れるようにスペインに渡り、アラゴン王アルフォンス1世に従軍しサラセン人と戦った。 

## 聖地巡礼
エルマンガルドは夫アラン4世の死後、幼少でブルターニュ公位を継いだ長男コナン3世を支えた後、ラリーにあるシトー会の修道院に入ることを決めた。 
1117年、エルマンガルドは故郷アンジューに戻ると、クレルヴォーのベルナルドゥスを崇拝し、ナントの近郊にシトー会の修道院建設を推進したとされる。 
以降、50歳程となったエルマンガルドは次男ジョフロワを伴って第2回十字軍に参加し、パレスチナに向かった。 
その間、エルマンガルドの異母弟に当たるアンジュー伯、フルク5世がエルサレム王となった 。   

## 晩年
一説では、聖地巡礼から10年後、エルマンガルドは故郷アンジューから再びパレスチナに行き、聖アンナ修道院にて天寿を全うしたとする歴史家もいるが、1146年6月1日にルドンのサン＝ソヴール修道院で死去したとする死亡記録が残されている。 
死亡時期に相違はあるものの、どちらにせよ尼僧として余生を過ごしたとされ、サン＝ソヴール修道院で眠る2人目の夫アラン4世の隣に埋葬された。   